# Marcel Tribut
Marcel Tribut, né le 1er novembre 1894 à Reims et décédé le 7 mai 1973 à Tours, est un homme politique français, maire UDSR de Tours pendant 12 ans d'octobre 1947 à mars 1959.

## Biographie
Ingénieur des Arts et Métiers, fonctionnaire chargé de la voirie et des bâtiments communaux, il est élu maire de Tours au troisième tour en 1947 et succède ainsi à Jean Meunier.
Marcel Tribut est, à son élection, un militant de la SFIO. Il quitte ce parti en 1951 à la suite d'exclusions d'autres personnalités compromises avec le régime de Vichy pendant la Seconde Guerre mondiale. Il passe au Rassemblement des gauches républicaines (RGR) l'année de sa réélection comme maire, en 1953, et est inscrit sur la liste de candidats sous l'étiquette RGR-UDSR.
Au cours de son premier mandat, de 1947 à 1953, il doit en particulier gérer la reconstruction de la ville lourdement sinistrée par les bombardements de la Libération. L'architecte en chef Pierre Patout et l'urbaniste Jean Dorian sont chargés par le ministère de la Reconstruction et de l'Urbanisme du quartier de la rue Nationale, rebâti sur une trame orthogonale avec un style incluant des éléments tourangeaux : toits en ardoises, flèches de cheminées en briques, façades en pierres blanches avec de grandes fenêtres. Le projet de déplacement de la gare de Tours lancé par Jean Meunier est quant à lui reporté sine die faute de financement : la situation ne sera que partiellement débloquée en 1954 avec la désignation par le ministre Maurice Lemaire de l'architecte Jacques Henri-Labourdette, qui engage l'étude du grand ensemble du Sanitas sur les anciennes emprises ferroviaires.   
Confrontée à une pénurie consécutive tant au baby-boom qu'aux destructions de 1940 et 1944, l'administration de Marcel Tribut engage le développement de l'offre de logements sociaux, encore embryonnaire au sortir de la guerre : plus de 1600 logements sont mis en chantier par l'office municipal d'HLM entre 1947 et 1959. La résorption des îlots insalubres situés à l'ouest du quartier du Vieux-Tours est également envisagée, avec le concours de la Caisse des Dépôts et de son architecte Jacques Poirrier. Rendu obsolète par défaut d'entretien, le tramway est quant à lui remplacé par un réseau de trolleybus.   
La ville bute enfin, tout au long des années 1950, sur l'exiguïté de son territoire parvenu à saturation, et souffre de la perte des revenus financiers provoquée par le transfert d'activités industrielles vers les villes périphériques, telles que Saint-Pierre-des-Corps ou La Riche. Poursuivant le principe du "Grand Tours" voulu par Jean Meunier, Marcel Tribut propose une fusion à ces communes qu'elles refusent. S'appuyant sur une coalition hétéroclite, il lui est difficile de construire un projet cohérent de développement.   
Il renonce à se représenter pour un troisième mandat aux élections municipales de 1959, remportées par le jeune député gaulliste Jean Royer,.
Une rue de Tours, anciennement nommée rue des Docks, porte son nom.

## Décoration
- Officier de l'ordre du Mérite civil (1960)[9]